# Martin Imbleau
 (septembre 2021).
Martin Imbleau, est président-directeur général de Alto (anciennement VIA HFR-TGF), la société d’état fédérale responsable de développer le réseau de train rapide entre Québec et Toronto.
Avocat de formation, il est spécialisé en droit international des droits de la personne, mais c’est dans le secteur de l’énergie et dans le développement et l’opération d’infrastructures d’utilités publiques et d’énergie renouvelable qu’il a passé l’essentiel de sa carrière jusqu’à présent.
Il étudie le droit à l'Université du Québec à Montréal (UQAM) où il obtient son baccalauréat et le Prix du meilleur gradué.  Il devient ensuite membre du Barreau du Québec et poursuit ses études à l'Université de Montréal où il complète une maîtrise en droit et obtient le Prix d'excellence Pierre-Elliot Trudeau pour des recherches en droit et en justice sociale. Il rédige son mémoire sur la négation de l'Holocauste en droit international et comparé.
En parallèle de sa carrière en énergie, de 1996 à 2002, il travaille comme chargé de cours en concours de plaidoiries au département des sciences juridiques de l'UQAM et enseigne les droits humains au Centre Lester B. Pearson pour le maintien de la paix en Nouvelle-Écosse. Durant cette même période il agit à titre d'observateur et de chercheur en droits humains lors de mandats et missions au Rwanda pour divers organismes dont pour Amnistie Internationale.
Il est l’auteur de nombreux ouvrages et articles en droit international des droits de la personne notamment relativement à la justice transitionnelle à la suite de violations massives des droits humains, l’établissement et la protection de la vérité historique par la justice et le négationnisme de la Shoah et des génocides. Il est cité par la Cour Européenne des droits de l’homme dans l’arrêt AFFAIRE PERİNÇEK c. SUISSE (2015). Certaines de ses publications sont : son ouvrage principal s'intitule La Négation du génocide nazi, liberté d’expression ou crime raciste ? (L’Harmattan, Paris, 2003). Martin Imbleau est également l'auteur de plusieurs textes publiés dans Encyclopedia of Genocide and Crimes Against Humanity (MacMillan, 2004). En mars 2007, il fait paraître un article dans Le Devoir (Montréal) où il discute notamment des accusations de négationnisme portées par certains médias et personnalités québécoises contre Robin Philpot (voir « Affaire Philpot »).
Il préside le Conseil de direction de la Chaire Raoul-Dandurand en études stratégiques et diplomatiques de l’UQAM et est cofondateur de la Chaire de gestion du secteur de l’énergie de HEC Montréal. Il siège au conseil d’Avocats sans frontières, dont le rôle est de renforcer les compétences et l'intégrité des services judiciaires dans le monde. Il s’engage également pour la jeunesse en siégeant au CA de Forces AVENIR, organisme qui vise à encourager et à reconnaître l’engagement des étudiants dans la collectivité et préside le Conseil d’administration de la Fondation LOJIQ (les Offices jeunesses internationaux du Québec) pour qui encourage la réalisation d’expériences positives dans le parcours des jeunes.
Au cours de sa carrière, Martin Imbleau occupe des postes clés dans deux des plus grandes organisations du secteur de l’énergie au Canada : Énergir, important distributeur et producteur d’énergie au Québec et aux États-Unis, et Hydro-Québec, leader de l’hydroélectricité et des grands réseaux électriques en Amérique du Nord, où il a occupé des fonctions diverses allant de conseiller juridique à vice-président.  À Énergir, il a notamment dirigé le développement de l’entreprise et supervisé la transition de l’entreprise vers les énergies renouvelables. Chez Hydro-Québec il avait, à titre de vice-président Stratégies d’entreprise et développement des affaires, le mandat de veiller à l’élaboration et à l’actualisation des stratégies, de développer les marchés d’exportation d’électricité et d’accélérer la croissance de l’entreprise.
En janvier 2021, Martin Imbleau est nommé président-directeur général de l’Administration portuaire de Montréal, plus important port de l’Est du Canada.
En juillet 2023, il est nommé président-directeur général de Alto, société d’état fédérale responsable de développer le réseau de train rapide entre Québec et Toronto.

## Publications
- 25e anniversaire du génocide au Rwanda: une propagande trop efficace - date de publication 6 avr. 2019, Le Devoir

- 25e ANNIVERSAIRE DU GÉNOCIDE RWANDAIS L’échec retentissant de la communauté internationale - date de publication 2 avr. 2019, La Presse

- Discours haineux et intolérance grandissante, un danger clair et futur - date de publication 23 août 2017, Le Devoir

- Dieudonné : L'agitation et la propagande raciste - date de publication 6 mai 2016, La Presse

- Rwanda : les faits ou les opinions ? - date de publication 10 avr. 2014, Le Devoir

- Denial of the Holocaust, Genocide, and Crimes Against Humanity - A Comparative Overview of Ad Hoc Statutes (in Genocide Denials and the Law) -date de publication avr. 2011, Oxford University Press

- Code international des droits humains, 2e édition revue et augmentée. Droit de la personne, droit humanitaire et droit pénal - date de publication 2009, Éditions Yvon Blais (sous la direction de Martin Imbleau, avec la collaboration de Nicholas St-Jacques)

- La négation des génocides: liberté d'expression ou crime raciste ? - date de publication 16 mars 2007, Le Devoir

- Denial, in encyclopedia of GENOCIDE and CRIMES AGAINST HUMANITY - date de publication avr. 2005, McMillan

- Der Stürmer, in Encyclopedia of Genocide and Crimes Against Humanity - date de publication 2005, McMillan gale group

- Propaganda, in encyclopedia of GENOCIDE and CRIMES AGAINST HUMANITY - date de publication 2005, McMillan

- Radio Télévision Libre Mille-Collines, in Encyclopedia of Genocide and Crimes Against Humanity - date de publication 2005, McMillan Gale Group

- La Négation du génocide nazi, liberté d'expression ou crime raciste ? Le Négationnisme de la Shoah en droit international et comparé, Paris - Budapest - Turin, l'Harmattan, Allemagne d'hier et d'aujourd'hui, 2003.  (ISBN 2-7475-4384-6)
- Code international des droits de la personne/International human rights coded - date de publication 2000, Yvon Blais

- Introduction au droit rwandais - date de publication1999, Éditions Yvon Blais

- Introduction to Rwandan Law - date de publication1997, Éditions Yvon Blais